# 加兹登旗

加兹登旗

加兹登旗（英語：Gadsden flag）是一面具有历史性意义的美国黄底旗帜，上面有一个卷曲的美国西部响尾蛇和一行字“不要壓迫我”。旗帜由美国军事家克里斯托弗·加兹登设计而得名。它曾经作为“大陆海军陆战队”的格言旗帜，也是美国革命中美国海军陆战队所展示的第一面旗帜。旗帜的象征意义在于，美国西部响尾蛇的攻击性并不强，但要小心它的反击力量，这面旗帜表明了美海军最早的自卫战略。

## 现代用途

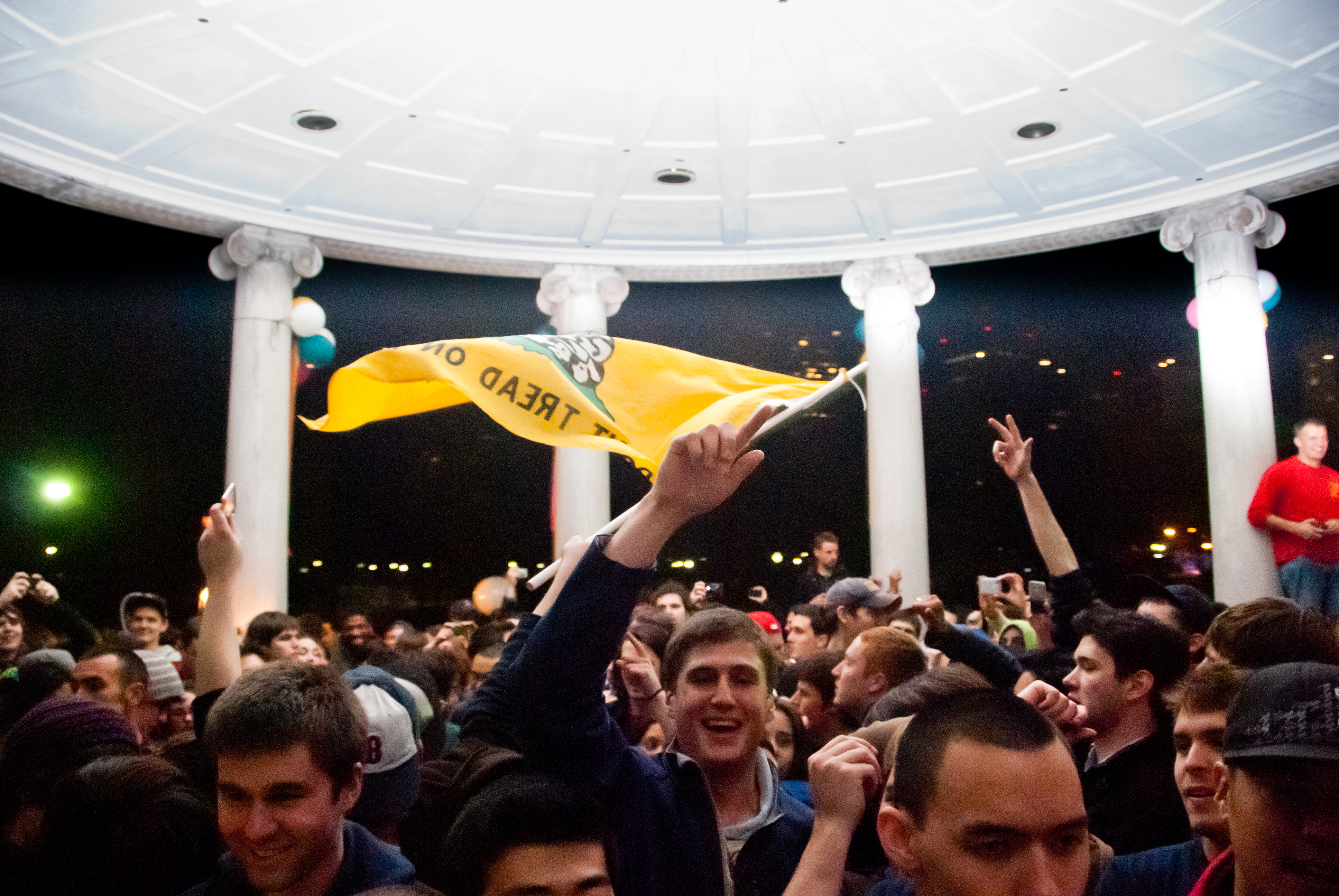
2011年5月2日清晨，在宣布本·拉登死亡数小时后，人们用加兹登旗对本拉登之死的反应

这面旗帜被认为是美国最早的国旗之一，后来被现在的星条旗（或旧光荣旗）取代。自革命以来，国旗被视为美国爱国主义、与政府不和或支持公民自由的象征。

美国海军首面军舰旗“First Navy Jack”

该旗帜另一个版本是美国海军的第一面军舰旗，由于美国处于反恐战争持续战争阶段，根据海军相关规定，出海执行任务的舰艇需悬挂军舰旗。

### 车牌
加德登旗已经成为几个州流行的特殊车牌。

提供加兹登旗特殊牌照的州

截至2018年，以下州提供获得加兹登旗特殊牌照的选择：阿拉巴马州、亚利桑那州、马里兰州、密苏里州、蒙大拿州、俄克拉荷马州、南卡罗来纳州、田纳西州、德克萨斯州和弗吉尼亚州。

## 政治用途
从20世纪70年代开始，加兹登旗就与自由意志主义紧密相连。从2009年开始，它也与美国茶党运动联系在一起。由于这些多重用途，加兹登旗的含义不明确，取决于具体背景。

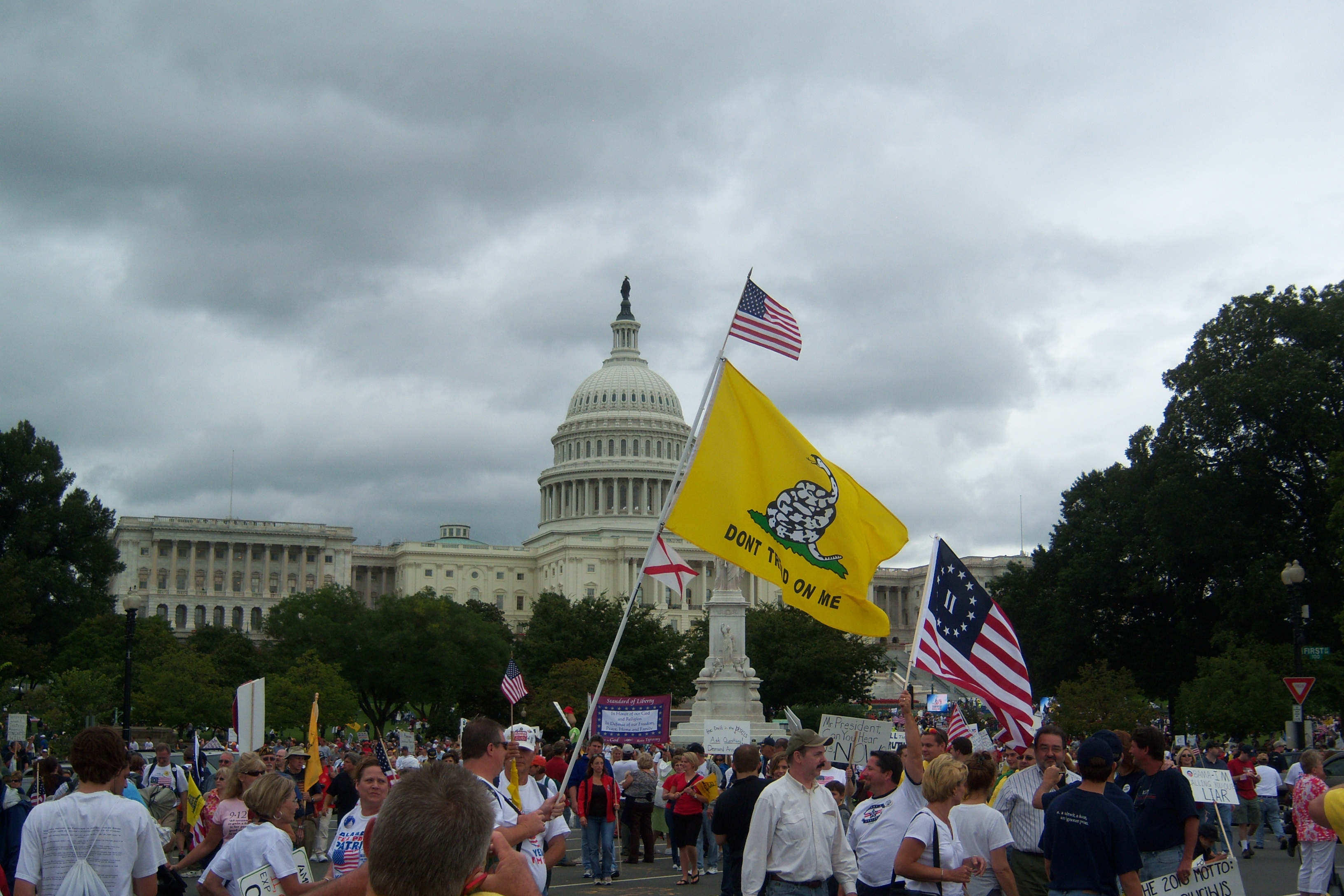
2009年9月茶党集会上的旗帜